# 장미의 전쟁 (2014년 드라마)
《장미의 전쟁》(튀르키예어: Güllerin Savaşı 귈레린 사바시으[*])은 2014년부터 2016년까지 방영된 터키의 텔레비전 드라마이다.

## 같이 보기
- 튀르키예의 텔레비전 드라마 목록
- 튀르키예의 텔레비전 드라마